# Philibert Borie
Philibert Borie, (1759 - 1832), fou un metge i polític francès. Fou alcalde de Paris interinament del 7 al 13 de juliol de 1792 durant la suspensió de Pétion.
Fou professor de fisiologia i de patologia a la facultat de Medicina, elector de la secció de la Halle-aux-Blés, notable en 1790, fou elegit membre de la Comuna de París i esdevingué oficial municipal en 1791 i 1792.
També treballà com a metge a l'Hôtel-Dieu de Paris

## Obres
- An causa partus ex uteri fibrarum explicatione non ultra producenda pendeat ? (Praes. Antonio Petro Demours. Cand. Philiberto Borie), Paris, 1785, In-4 °, 4 pages.
- An choreae nocturnae sanitati nocivae ? (Praes. Ludovico Gilberto Boyrot de Joncheres. Cand. Philiberto Borie), Paris, 1785, In-4 °, 4 pages.
- An ad extrahendum calculum difsecanda vesica ? (Praes. Petro Maria Maloet. Cand. Philiberto Borie), Paris, 1786, In-4 °, 4 pages.
- An in calvariae percussionibus cranii perterebratio, eo licet illaeso, quandoque sit celebranda ? (Praes. Petro Maria Maloet. Cand. Philiberto Borie), Paris, 1786, In-4 °, 4 pages.
- Municipalité de Paris. Rapport du Comité de recherches sur l'affaire de La Chapelle, lu au Conseil général de la Commune, le 11, par M. Borie,Paris, Lottin aîné et J.-R. Lottin, 1791, In-8°, 14 pages.